# BMW X3 M
BMW X3 M는 독일의 자동차 회사인 BMW가 생산/판매하는 중형 고성능중형 SUV이다.